# Hylocereeae
Hylocereeae je tribus kaktusa u potporodici Cactoideae. Postoji 8 priznatih  rodova

## Rodovi
Tribus Hylocereeae (Britton & Rose) Buxb.
1. Acanthocereus (A. Berger) Britton & Rose (16 spp.)
2. Aporocactus Lem. (2 spp.)
3. Weberocereus Britton & Rose (8 spp.)
4. Selenicereus (Berger) Britton & Rose (31 spp.)
5. Pseudorhipsalis Britton & Rose (6 spp.)
6. Epiphyllum Haw. (10 spp.)
7. Disocactus Lindl. (14 spp.)